# Championnats d'Afrique d'aviron 2017
Navigation
Édition précédente Édition suivante
Les championnats d'Afrique d'aviron 2017, douzième édition des championnats d'Afrique d'aviron, ont lieu du 20 au 22 octobre 2017 à Tunis, en Tunisie. Les épreuves ont lieu sur le lac de Tunis.

## Podiums seniors

### Hommes
| Épreuves                         | Or                                      | Argent                                         | Bronze                                    |
| -------------------------------- | --------------------------------------- | ---------------------------------------------- | ----------------------------------------- |
| Skiff M1x                        | Mohamed Taieb (TUN)                     | Oussama Habiche (ALG)                          | Privel Hinkati (BEN)                      |
| Skiff poids légers LM1x          | Mohamed Taieb (TUN)                     | Mohamed Abderraouf Djouimai (ALG)              | Oussama Faqir (MAR)                       |
| Deux de couple M2x               | Algérie Oussama Habiche Abdennour Zouad | Tunisie Dhia Zoghlami Nadhir Ben Farhat        | Maroc Abdesalam Assermouh Achraf El Alami |
| Deux de couple poids légers LM2x | Algérie Sid Ali Boudina Kamel Ait Daoud | Tunisie Mohamed Khalil Mansouri Skander Cherni | Maroc Oussama Faqir Abdelhak Ellamman     |

### Femmes
| Épreuves                | Or                               | Argent                                      | Bronze                             |
| ----------------------- | -------------------------------- | ------------------------------------------- | ---------------------------------- |
| Skiff poids légers LW1x | Amina Rouba (ALG)                | Nour El Houda Ettaieb (TUN)                 | Hanaa Ali Mohamed Elnour (SUD)     |
| Skiff W1x               | Khadija Krimi (TUN)              | Maike Diekmann (NAM)                        | Amina Rouba (ALG)                  |
| Deux de couple W2x      | Algérie Amina Rouba Nawel Chiali | Tunisie Khadija Krimi Nour El Houda Ettaieb | Maroc Sarah Fraincart Kawtar Stify |

## Podiums des moins de 23 ans

### Hommes
| Épreuves                          | Or                                            | Argent                                         | Bronze                                            |
| --------------------------------- | --------------------------------------------- | ---------------------------------------------- | ------------------------------------------------- |
| Skiff BM1x                        | Mohamed Taieb (TUN)                           | Akram Boukhous (ALG)                           | Abdalla Eltohamy (EGY)                            |
| Skiff poids légers BLM1x          | Mohamed Taieb (TUN)                           | Boucif Belhadj Mohamed (ALG)                   | Mohamed Yahiya Selami (MAR)                       |
| Deux de couple BM2x               | Algérie Oussama Habiche Akram Boukhous        | Tunisie Mohamed Khalil Mansouri Skander Cherni | Côte d'Ivoire Enrico Bouehi Riccardo Monti Bouehi |
| Deux de couple poids légers BLM2x | Algérie Boucif Belhadj Mohamed Anis Ait Daoud | Tunisie Mohamed Khalil Mansouri Skander Cherni | Maroc Mohamed Yahiya Selami Abdelhak Ellamman     |

### Femmes
| Épreuves                          | Or                                                  | Argent                                     | Bronze                               |
| --------------------------------- | --------------------------------------------------- | ------------------------------------------ | ------------------------------------ |
| Skiff BW1x                        | Khadija Krimi (TUN)                                 | Zoubida Lachoub (ALG)                      | Maryam Abdellatif (EGY)              |
| Skiff poids légers BLW1x          | Nour El Houda Ettaieb (TUN)                         | Nour El Houda Sadoun (EGY)                 | Elisabeth Abrogoua (CIV)             |
| Deux de couple BW2x               | Tunisie Khadija Krimi Nour El Houda Ettaieb         | Algérie Racha Hind Manseri Zoubida Lachoub | Maroc Manal Chaffoui Khawla Maskouri |
| Deux de couple poids légers BLW2x | Algérie Nour El Houda Sadoun Nassima El Frih Brahim | Tunisie Nour Thraya Malek Ounis            | Zimbabwe Tarryn Hinde Erin Soper     |

## Podiums juniors

### Hommes
| Épreuves            | Or                                        | Argent                            | Bronze                                            |
| ------------------- | ----------------------------------------- | --------------------------------- | ------------------------------------------------- |
| Skiff JM1x          | Mohamed Moemen Mejri (TUN)                | Neil Mourad Nekkache (ALG)        | Abdalla Eltohamy (EGY)                            |
| Deux de couple JM2x | Tunisie Ghaith Gadri Mohamed Moemen Mejri | Algérie Imad Kihel Mehdi Bouraoui | Côte d'Ivoire Enrico Bouehi Riccardo Monti Bouehi |

### Femmes
| Épreuves            | Or                                   | Argent                             | Bronze                                              |
| ------------------- | ------------------------------------ | ---------------------------------- | --------------------------------------------------- |
| Skiff JW1x          | Amira Sebbouh (ALG)                  | Holly Bicknell (ZIM)               | Sarra Boulares (TUN)                                |
| Deux de couple JW2x | Tunisie Sarra Zammali Sarra Boulares | Maroc Kawtar Stify Sarah Fraincart | Algérie Nour El Houda Sadoun Nassima El Frih Brahim |